# Brilliance
Brilliance es el primer y único disco de Chieko Kawabe, una cantante de J-Pop. El álbum fue lanzado el 15 de marzo de 2005. El disco salió en una edición limitada y en una edición normal. La edición limitada viene con un DVD en el que salen los videoclips de "Shining!" y "Kizanuiro" con sus respectivos making-offs. Ambas ediciones tienen la misma portada.

## Lista de canciones
1. "Brilliance"
2. "Shining!"
3. "Kizunairo" (絆色?)
4. "Pink! Pink! Pink!"
5. "Little Wing"
6. "Over"
7. "I Can't Wait"
8. "Cry Baby"
9. "Be Your Girl"
10. "Leave me alone"
11. "Hoshi ni Negai wo" (☆に願いを?)

- Datos: Q291324